# Sergio Castelletti
Sergio Castelletti (30 de desembre de 1937 - 28 de novembre de 2004) va ser un futbolista professional i entrenador de futbol italià, que jugava com a defensa.

## Carrera professional

### Jugador
Com a futbolista, va jugar diverses temporades amb la Fiorentina, guanyant dues vegades la Coppa d'Itàlia (1961, 1966), una Recopa de la UEFA (1961) i una Copa Mitropa (1966).
Juntament amb el seu company d'equip Enzo Robotti, que també provenia de la província d'Alessandria com el mateix Castelletti, formava una forta parella de laterals, que de vegades fins i tot s'alineava amb la selecció italiana de futbol.

### Entrenador
Després del final de la seva carrera com a jugador, Castelletti va entrenar l'equip juvenil de la Fiorentina, alguns clubs de la Sèrie B i de divisions inferiors.

## Mort
Va morir el 2004.